# Cook Out Clash at Bowman Gray

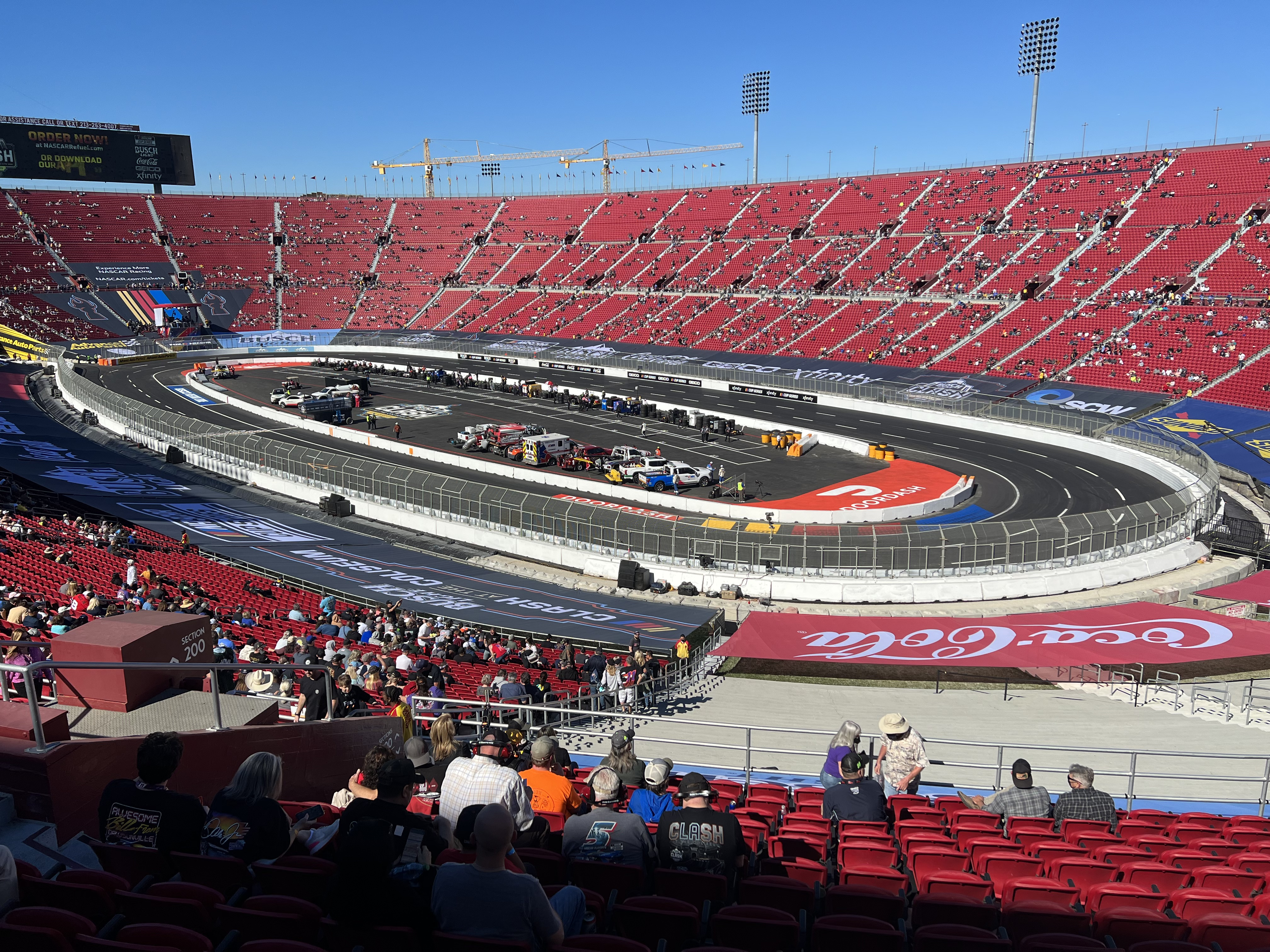
Den temporära banan på Los Angeles Memorial Coliseum 2022.

Cook Out Clash at Bowman Gray är ett uppvisningslopp som körs under försäsongen till Nascar Cup Series på Bowman Gray Stadium, cirka 2 veckor före Daytona 500. Loppet organiseras av National Association for Stock Car Auto Racing och har körts sedan 1979. Evenemanget är ett av två lopp som under säsongen körs där Nascar inte tilldelar några poäng, det andra är Nascar All-Star Race. Loppets titelsponsor har fram till 2024 i huvudsak varit Anheuser-Busch. År 2025 tog snabbmatskedjan Cook Out över som titelsponsor.
Loppet kördes 1979–2020 på Daytona International Speedways ovalbana, 2021 på Daytona International Speedways Road Course samt 
2022–2024 på en temporär bana som anlades på Los Angeles Memorial Coliseum. År 2025 kördes loppet på Bowman Gray Stadium. Senast man körde med cup-bilar på Bowman Gray var 1971.

## Tidigare namn
- Busch Clash (1979–1997; 2020–2021)
- Bud Shootout (1998–2000)
- Budweiser Shootout (2001–2012)
- Sprint Unlimited (2013–2016)
- Advance Auto Parts Clash (2017–2019)
- Busch Light Clash at The Coliseum (2022–2024)

## Vinnare genom tiderna
| Säsong                                      | Datum                               | Nr                                  | Förare                              | Team                                | Konstruktör                         | Distans                             | Distans                             | Tid                                 | Snitthastighet (mph)                | Rapport                             | Ref                                 |
| Säsong                                      | Datum                               | Nr                                  | Förare                              | Team                                | Konstruktör                         | Varv                                | Miles (km)                          | Tid                                 | Snitthastighet (mph)                | Rapport                             | Ref                                 |
| Daytona International Speedway Oval         | Daytona International Speedway Oval | Daytona International Speedway Oval | Daytona International Speedway Oval | Daytona International Speedway Oval | Daytona International Speedway Oval | Daytona International Speedway Oval | Daytona International Speedway Oval | Daytona International Speedway Oval | Daytona International Speedway Oval | Daytona International Speedway Oval | Daytona International Speedway Oval |
| ------------------------------------------- | ----------------------------------- | ----------------------------------- | ----------------------------------- | ----------------------------------- | ----------------------------------- | ----------------------------------- | ----------------------------------- | ----------------------------------- | ----------------------------------- | ----------------------------------- | ----------------------------------- |
| 1979                                        | 11 februari                         | 28                                  | Buddy Baker                         | Ranier-Lundy                        | Oldsmobile                          | 20                                  | 50 (80,467)                         | 0:15.26                             | 194,384                             | Rapport                             | [ 6 ]                               |
| 1980                                        | 10 februari                         | 2                                   | Dale Earnhardt                      | Osterlund Racing                    | Oldsmobile                          | 20                                  | 50 (80,467)                         | 0:15.39                             | 191,693                             | Rapport                             | [ 7 ]                               |
| 1981                                        | 8 februari                          | 11                                  | Darrell Waltrip                     | Junior Johnson & Associates         | Buick                               | 20                                  | 50 (80,467)                         | 0:15.52                             | 189,076                             | Rapport                             | [ 8 ]                               |
| 1982                                        | 7 februari                          | 88                                  | Bobby Allison                       | DiGard Motorsports                  | Buick                               | 20                                  | 50 (80,467)                         | 0:15.39                             | 191,693                             | Rapport                             | [ 9 ]                               |
| 1983                                        | 14 februari                         | 75                                  | Neil Bonnett                        | RahMoc Enterprises                  | Chevrolet                           | 20                                  | 50 (80,467)                         | 0:15.35                             | 192,513                             | Rapport                             | [ 10 ]                              |
| 1984                                        | 9 februari                          | 12                                  | Neil Bonnett                        | Junior Johnson & Associates         | Chevrolet                           | 20                                  | 50 (80,467)                         | 0:15.33                             | 195,926                             | Rapport                             | [ 11 ]                              |
| 1985                                        | 10 februari                         | 44                                  | Terry Labonte                       | Hagan Racing                        | Chevrolet                           | 20                                  | 50 (80,467)                         | 0:15.19                             | 195,865                             | Rapport                             | [ 12 ]                              |
| 1986                                        | 8 februari                          | 3                                   | Dale Earnhardt                      | Richard Childress Racing            | Chevrolet                           | 20                                  | 50 (80,467)                         | 0:15.19                             | 195,865                             | Rapport                             | [ 13 ]                              |
| 1987                                        | 8 februari                          | 9                                   | Bill Elliott                        | Melling Racing                      | Ford                                | 20                                  | 50 (80,467)                         | 0:15.10                             | 197,802                             | Rapport                             | [ 14 ]                              |
| 1988                                        | 7 februari                          | 3                                   | Dale Earnhardt                      | Richard Childress Racing            | Chevrolet                           | 20                                  | 50 (80,467)                         | 0:15.40                             | 191,489                             | Rapport                             | [ 15 ]                              |
| 1989                                        | 12 februari                         | 25                                  | Ken Schrader                        | Hendrick Motorsports                | Chevrolet                           | 20                                  | 50 (80,467)                         | 0:15.33                             | 192,926                             | Rapport                             | [ 16 ]                              |
| 1990                                        | 11 februari                         | 25                                  | Ken Schrader                        | Hendrick Motorsports                | Chevrolet                           | 20                                  | 50 (80,467)                         | 0:15.36                             | 192,308                             | Rapport                             | [ 17 ]                              |
| 1991                                        | 10 februari                         | 3                                   | Dale Earnhardt                      | Richard Childress Racing            | Chevrolet                           | 20                                  | 50 (80,467)                         | 0:15.50                             | 189,474                             | Rapport                             | [ 18 ]                              |
| 1992                                        | 8 februari                          | 15                                  | Geoff Bodine                        | Bud Moore Engineering               | Ford                                | 20                                  | 50 (80,467)                         | 0:15.52                             | 189,076                             | Rapport                             | [ 19 ]                              |
| 1993                                        | 7 februari                          | 3                                   | Dale Earnhardt                      | Richard Childress Racing            | Chevrolet                           | 20                                  | 50 (80,467)                         | 0:16.03                             | 186,916                             | Rapport                             | [ 20 ]                              |
| 1994                                        | 13 februari                         | 24                                  | Jeff Gordon                         | Hendrick Motorsports                | Chevrolet                           | 20                                  | 50 (80,467)                         | 0:15.53                             | 188,877                             | Rapport                             | [ 21 ]                              |
| 1995                                        | 12 februari                         | 3                                   | Dale Earnhardt                      | Richard Childress Racing            | Chevrolet                           | 20                                  | 50 (80,467)                         | 0:15.55                             | 188,482                             | Rapport                             | [ 22 ]                              |
| 1996                                        | 11 februari                         | 88                                  | Dale Jarrett                        | Robert Yates Racing                 | Ford                                | 20                                  | 50 (80,467)                         | 0:16.13                             | 184,995                             | Rapport                             | [ 23 ]                              |
| 1997                                        | 9 februari                          | 24                                  | Jeff Gordon                         | Hendrick Motorsports                | Chevrolet                           | 20                                  | 50 (80,467)                         | 0:16.11                             | 185,376                             | Rapport                             | [ 24 ]                              |
| 1998                                        | 8 februari                          | 2                                   | Rusty Wallace                       | Penske Racing                       | Ford                                | 25                                  | 62,5 (100,584)                      | 0:20.57                             | 178,998                             | Rapport                             | [ 25 ]                              |
| 1999                                        | 7 februari                          | 6                                   | Mark Martin                         | Roush Racing                        | Ford                                | 25                                  | 62,5 (100,584)                      | 0:20.38                             | 181,745                             | Rapport                             | [ 26 ]                              |
| 2000                                        | 13 februari                         | 88                                  | Dale Jarrett                        | Robert Yates Racing                 | Ford                                | 25                                  | 62,5 (100,584)                      | 0:20.34                             | 182,334                             | Rapport                             | [ 27 ]                              |
| 2001                                        | 11 februari                         | 20                                  | Tony Stewart                        | Joe Gibbs Racing                    | Pontiac                             | 70                                  | 175 (281,635)                       | 0:58.00                             | 181,036                             | Rapport                             | [ 28 ]                              |
| 2002                                        | 10 februari                         | 20                                  | Tony Stewart                        | Joe Gibbs Racing                    | Pontiac                             | 70                                  | 175 (281,635)                       | 0:57.55                             | 181,295                             | Rapport                             | [ 29 ]                              |
| 2003                                        | 8 februari                          | 8                                   | Dale Earnhardt Jr.                  | Dale Earnhardt, Inc.                | Chevrolet                           | 70                                  | 175 (281,635)                       | 0:58.04                             | 180,827                             | Rapport                             | [ 30 ]                              |
| 2004                                        | 7 februari                          | 88                                  | Dale Jarrett                        | Robert Yates Racing                 | Ford                                | 70                                  | 175 (281,635)                       | 1:09.37                             | 150,826                             | Rapport                             | [ 31 ]                              |
| 2005                                        | 12 februari                         | 48                                  | Jimmie Johnson                      | Hendrick Motorsports                | Chevrolet                           | 70                                  | 175 (281,635)                       | 0:57.53                             | 181,399                             | Rapport                             | [ 32 ]                              |
| 2006                                        | 12 februari                         | 11                                  | Denny Hamlin                        | Joe Gibbs Racing                    | Chevrolet                           | 72                                  | 180 (289,681)                       | 1:10.18                             | 153,627                             | Rapport                             | [ 33 ]                              |
| 2007                                        | 10 februari                         | 20                                  | Tony Stewart                        | Joe Gibbs Racing                    | Chevrolet                           | 70                                  | 175 (281,635)                       | 1:03.12                             | 166,195                             | Rapport                             | [ 34 ]                              |
| 2008                                        | 9 februari                          | 88                                  | Dale Earnhardt Jr.                  | Hendrick Motorsports                | Chevrolet                           | 70                                  | 175 (281,635)                       | 1:14.36                             | 140,751                             | Rapport                             | [ 35 ]                              |
| 2009                                        | 7 februari                          | 29                                  | Kevin Harvick                       | Richard Childress Racing            | Chevrolet                           | 78                                  | 195 (313,822)                       | 1:31.57                             | 127,243                             | Rapport                             | [ 36 ]                              |
| 2010                                        | 6 februari                          | 29                                  | Kevin Harvick                       | Richard Childress Racing            | Chevrolet                           | 76                                  | 190 (305,775)                       | 1:18.48                             | 144,742                             | Rapport                             | [ 37 ]                              |
| 2011                                        | 12 februari                         | 22                                  | Kurt Busch                          | Penske Racing                       | Dodge                               | 75                                  | 187,5 (301,752)                     | 1:13.15                             | 153,584                             | Rapport                             | [ 38 ]                              |
| 2012                                        | 18 februari                         | 18                                  | Kyle Busch                          | Joe Gibbs Racing                    | Toyota                              | 82                                  | 205 (329,915)                       | 1:39.07                             | 124,096                             | Rapport                             | [ 39 ]                              |
| 2013                                        | 16 februari                         | 29                                  | Kevin Harvick                       | Richard Childress Racing            | Chevrolet                           | 75                                  | 187,5 (301,752)                     | 1:03.22                             | 177,538                             | Rapport                             | [ 40 ]                              |
| 2014                                        | 15 februari                         | 11                                  | Denny Hamlin                        | Joe Gibbs Racing                    | Toyota                              | 75                                  | 187,5 (301,752)                     | 1:18.35                             | 143,16                              | Rapport                             | [ 41 ]                              |
| 2015                                        | 14 februari                         | 20                                  | Matt Kenseth                        | Joe Gibbs Racing                    | Toyota                              | 75                                  | 187,5 (301,752)                     | 1:22.59                             | 135,569                             | Rapport                             | [ 42 ]                              |
| 2016                                        | 13 februari                         | 11                                  | Denny Hamlin                        | Joe Gibbs Racing                    | Toyota                              | 79                                  | 197,5 (317,845)                     | 1:32.16                             | 128,432                             | Rapport                             | [ 43 ]                              |
| 2017                                        | 19 februari                         | 22                                  | Joey Logano                         | Team Penske                         | Ford                                | 75                                  | 187,5 (301,752)                     | 1:18.13                             | 143,831                             | Rapport                             | [ 44 ]                              |
| 2018                                        | 11 februari                         | 2                                   | Brad Keselowski                     | Team Penske                         | Ford                                | 75                                  | 187,5 (301,752)                     | 1:06.19                             | 169,641                             | Rapport                             | [ 45 ]                              |
| 2019                                        | 10 februari                         | 48                                  | Jimmie Johnson                      | Hendrick Motorsports                | Chevrolet                           | 59                                  | 147,5 (236)                         | 1:20.01                             | 110,602                             | Rapport                             | [ 47 ]                              |
| 2020                                        | 9 februari                          | 20                                  | Erik Jones                          | Joe Gibbs Racing                    | Toyota                              | 88                                  | 220 (354,055)                       | 1:37.51                             | 134,9                               | Rapport                             | [ 48 ]                              |
| Daytona International Speedway Road Course. |                                     |                                     |                                     |                                     |                                     |                                     |                                     |                                     |                                     |                                     |                                     |
| 2021                                        | 9 februari                          | 18                                  | Kyle Busch                          | Joe Gibbs Racing                    | Toyota                              | 35                                  | 126,35 (203,341)                    | 1:30.25                             | 83,845                              | Rapport                             | [ 49 ]                              |
| Los Angeles Memorial Coliseum Oval          |                                     |                                     |                                     |                                     |                                     |                                     |                                     |                                     |                                     |                                     |                                     |
| 2022                                        | 6 februari                          | 22                                  | Joey Logano                         | Team Penske                         | Ford                                | 150                                 | 37,5 (60,35)                        | 0:57.39                             | 39,029                              | Rapport                             | [ 50 ]                              |
| 2023                                        | 5 februari                          | 19                                  | Martin Truex Jr.                    | Joe Gibbs Racing                    | Toyota                              | 150                                 | 37,5 (60,35)                        | 1:43.04                             | 21.831                              | Rapport                             | [ 51 ]                              |
| 2024                                        | 4 3 februari                        | 11                                  | Denny Hamlin                        | Joe Gibbs Racing                    | Toyota                              | 151                                 | 37,75 (60,752)                      | 1:08.46                             | 32,937                              | Rapport                             | [ 54 ]                              |
| Bowman Gray Stadium                         |                                     |                                     |                                     |                                     |                                     |                                     |                                     |                                     |                                     |                                     |                                     |
| 2025                                        | 2 februari                          | 9                                   | Chase Elliott                       | Hendrick Motorsports                | Chevrolet                           | 200                                 | 50,6 (81,4)                         | 1:13.15                             | 40,956                              | Rapport                             | [ 55 ]                              |

### Förare med flera segrar
| Antal segrar | Förare             | År                                 |
| ------------ | ------------------ | ---------------------------------- |
| 6            | Dale Earnhardt     | 1980, 1986, 1988, 1991, 1993, 1995 |
| 4            | Denny Hamlin       | 2006, 2014, 2016, 2024             |
| 3            | Dale Jarrett       | 1996, 2000, 2004                   |
| 3            | Tony Stewart       | 2001, 2002, 2007                   |
| 3            | Kevin Harvick      | 2009, 2010, 2013                   |
| 2            | Neil Bonnett       | 1983, 1984                         |
| 2            | Ken Schrader       | 1989, 1990                         |
| 2            | Jeff Gordon        | 1994, 1997                         |
| 2            | Dale Earnhardt Jr. | 2003, 2008                         |
| 2            | Jimmie Johnson     | 2005, 2019                         |
| 2            | Kyle Busch         | 2012, 2021                         |
| 2            | Joey Logano        | 2017, 2022                         |

### Team med flera segrar
| Vinster | Team                        | År                                                                     |
| ------- | --------------------------- | ---------------------------------------------------------------------- |
| 12      | Joe Gibbs Racing            | 2001, 2002, 2006, 2007, 2012, 2014, 2015, 2016, 2020, 2021, 2023, 2024 |
| 8       | Richard Childress Racing    | 1986, 1988, 1991, 1993, 1995, 2009, 2010, 2013                         |
| 8       | Hendrick Motorsports        | 1989, 1990, 1994, 1997, 2005, 2008, 2019, 2025                         |
| 5       | Team Penske                 | 1998, 2011, 2017, 2018, 2022                                           |
| 3       | Yates Racing                | 1996, 2000, 2004                                                       |
| 2       | Junior Johnson & Associates | 1981, 1984                                                             |

### Konstruktörer efter antal segrar
| Antal segrar | Konstruktör | År |
| ------------ | ----------- | --- |
| 22           | Chevrolet   | 1983, 1984, 1985, 1986, 1988, 1989, 1990, 1991, 1993, 1994, 1995, 1997, 2003, 2005, 2006, 2007, 2008, 2009, 2010, 2013, 2019, 2025 |
| 10           | Ford        | 1987, 1992, 1996, 1998, 1999, 2000, 2004, 2017, 2018, 2022                                                                         |
| 8            | Toyota      | 2012, 2014, 2015, 2016, 2020, 2021, 2023, 2024                                                                                     |
| 2            | Oldsmobile  | 1979, 1980 |
| 2            | Buick       | 1981, 1982 |
| 2            | Pontiac     | 2001, 2002 |

## Anmärkningslista
1. ↑  Loppet kortades från 75 till 59 varv på grund av regn.[46]
2. ↑  Loppet tidigarelades från söndag 4 februari till lördag 3 februari för att undvika ett kommande oväder.[52]
3. ↑  Loppet gick till övertid. Ett försök behövdes.[53]